# Literaturjahr 2012
Liste der Literaturjahre

◄◄ | ◄ | 2008 | 2009 | 2010 | 2011 | Literaturjahr 2012 | 2013 | 2014 | 2015 | 2016 | ► | ►►

Weitere Ereignisse

## Ereignisse
- 13. März: Die Encyclopædia Britannica kündigt die Einstellung ihrer gedruckten Ausgabe an; sie werde nach 244 Jahren künftig nur noch in digitaler Form erscheinen.
- 15.–18. März: Leipziger Buchmesse
- März: Der Blumenbar Verlag wird zu einem Imprint des Aufbau-Verlags.
- 10.–14. Oktober: Frankfurter Buchmesse; Gastland: Neuseeland
- 28. November: Die Beta-Version der Deutschen Digitalen Bibliothek wird für die Allgemeinheit freigeschaltet.
- In München findet das 1. Schamrock – Festival der Dichterinnen statt.
- Der im hessischen Kriftel beheimatete Ylva Verlag wird gegründet.
- In Buxtehude wird der Verlag Rote Zahlen, mit dem Schwerpunkt auf zeitgenössischer deutschsprachiger Lyrik, gegründet.
- Die deutschsprachige „Zeitschrift für Ideologiekritik“ sans phrase erscheint erstmals.
- In Wiesbaden wird erstmals der Lyrikpreis Orphil vergeben.
- Beim Internationalen Literaturfestival Berlin wird erstmals die undotierte Auszeichnung Das außergewöhnliche Buch an 27 Bücher vergeben. Es soll damit auf Bücher hingewiesen werden, die „Kinder, Jugendliche oder junge Erwachsene unbedingt lesen“ sollten.
- In Chile wird erstmals der Premio Iberoamericano de Narrativa Manuel Rojas vergeben.

## Geburts- und Jahrestage
- 15. Januar: 200. Geburtstag des norwegischen Schriftstellers Peter Christen Asbjørnsen
- 16. Januar: 100. Todestag des expressionistischen Lyrikers Georg Heym
- 07. Februar: 200. Geburtstag des englischen Schriftstellers Charles Dickens
- 19. Februar: 175. Todestag des deutschen Schriftstellers Georg Büchner
- 30. März: 100. Todestag des deutschen Schriftstellers Karl May
- 05. April: 175. Geburtstag des englischen Dichters und Autors A. C. Swinburne
- 20. April: 100. Todestag des irischen Schriftstellers Bram Stoker
- 06. Mai: 150. Todestag des US-amerikanischen Philosophen Henry David Thoreau
- 19. Mai: 250. Geburtstag des deutschen Philosophen Johann Gottlieb Fichte
- 28. Juni: 300. Geburtstag des französischen Philosophen und Pädagogen Jean-Jacques Rousseau
- 21. August: 250. Todestag der englischen Schriftstellerin Mary Wortley Montagu

- 02. Juli 1912: Es erscheinen die ersten 12 Bände der Insel-Bücherei.
- 01. August 1962: Es erscheint Der Räuber Hotzenplotz von Otfried Preußler.

## Neuerscheinungen

### Romane
- Die Akte Vaterland – Volker Kutscher
- Das Alphabethaus – Jussi Adler-Olsen
- Der Anschlag – Stephen King
- Argus – Jilliane Hoffman
- Die Auserwählten – In der Brandwüste – James Dashner
- Die Bestimmung und Die Bestimmung – Tödliche Wahrheit – Veronica Roth
- Blackout – Morgen ist es zu spät – Marc Elsberg
- Bretonische Verhältnisse – Ein Fall für Kommissar Dupin – „Jean-Luc Bannalec“
- Brüder – Hilary Mantel
- Camouflage – Joe Haldeman
- Carte Blanche – Jeffery Deaver
- Dark Canopy – Jennifer Benkau
- Das dreizehnte Kapitel – Martin Walser
- Du und ich – Niccolò Ammaniti
- Die Dunkelheit in den Bergen – Silvio Huonder
- Er ist wieder da – Timur Vermes
- The Eternal Flame – Greg Egan
- Die Flüsse von London – Ben Aaronovitch
- The Forgotten (OA) – David Baldacci
- Die Gärten des Mondes (NA) – Steven Erikson
- Gefährten (NA) – Michael Morpurgo
- Der Gefangene des Himmels – Carlos Ruiz Zafón
- Grischa – Goldene Flammen – Leigh Bardugo
- Der größere Teil der Welt – Jennifer Egan
- Das Handwerk des Teufels – Donald Ray Pollock
- Haus ohne Halt – Marilynne Robinson
- Helden des Olymp – Der verschwundene Halbgott – Rick Riordan
- Herr der Zeit – Joe Haldeman
- Holunderküsschen – Martina Gercke
- Ihre Nacht – Banana Yoshimoto
- Im Café der verlorenen Jugend – Patrick Modiano
- Imperium – Christian Kracht
- Im Winter dein Herz – Benjamin Lebert
- Indigo – Clemens J. Setz
- Jäger der Macht – Brandon Sanderson
- Johann Holtrop – Rainald Goetz
- Kanada – Richard Ford
- Die Kane-Chroniken – Die rote Pyramide – Rick Riordan
- Katzentisch – Michael Ondaatje
- Knochenjagd – Kathy Reichs
- Knochensplitter – Stuart MacBride
- Der König von Berlin – Horst Evers
- Krieg der Seelen – Iain M. Banks
- Landgericht – Ursula Krechel
- Legend – Fallender Himmel – Marie Lu
- Leviathan erwacht – James S. A. Corey
- Liebe – Yasushi Inoue
- Mary, Tansey und die Reise in die Nacht – Roddy Doyle
- Matterhorn: A Novel of the Vietnam War – Karl Marlantes
- Miss Lonelyhearts (Neuübersetzung) – Nathanael West
- New York Run – Frank Lauenroth
- Nullzeit – Juli Zeh
- Only Revolutions – Mark Z. Danielewski
- Ein plötzlicher Todesfall – Joanne K. Rowling
- Puerta Oscura – Totengesang – David Lozano
- Ready Player One – Ernest Cline
- Reckless. Lebendige Schatten – Cornelia Funke
- Die Rückkehr der Jungfrau Maria – Bjarni Bjarnason
- Der Russe ist einer, der Birken liebt – Olga Grjasnowa
- Schattengott – Uli Paulus
- Die Schattenträumerin – Janine Wilk
- Das Schicksal ist ein mieser Verräter – John Green
- Die Schöne des Herrn (üa NA) – Albert Cohen
- Shades of Grey (Trilogie) – E. L. James
- Sonea: Die Königin – Trudi Canavan
- Stadt der Fremden – China Miéville
- Steife Prise – Terry Pratchett
- Stravaganza – Stadt der Schwerter (City of Swords) – Mary Hoffman
- Sunrise – Das Buch Joseph – Patrick Roth
- Sunset Park – Paul Auster
- Superwurm – Axel Scheffler, Julia Donaldson
- Throne of Glass – Sarah J. Maas
- Time Out – Andreas Eschbach
- Der Trafikant – Robert Seethaler
- Überman – Tommy Jaud
- Die undankbare Fremde – Irena Brežná
- Der unvergessene Mantel – Frank Cottrell Boyce
- Vango. Prinz ohne Königreich – Timothée de Fombelle
- Verachtung – Jussi Adler-Olsen
- Verdächtige Geliebte – Keigo Higashino
- Die Verratenen – Ursula Poznanski
- Verteidigung – John Grisham
- Verteidigung der Missionarsstellung – Wolf Haas
- Virals – Nur die Tote kennt die Wahrheit – Kathy Reichs
- The Walking Dead – Robert Kirkman und Jay Bonansinga
- Weitlings Sommerfrische – Sten Nadolny
- Will & Will – John Green & David Levithan
- Wind – Stephen King
- Winter der Welt – Ken Follett
- Wolkenbruchs wunderliche Reise in die Arme einer Schickse – Thomas Meyer
- Wovon wir träumten – Julie Otsuka
- Die Zeit, die Zeit – Martin Suter

### Sachliteratur
- 0,1 % – Das Imperium der Milliardäre – Hans-Jürgen Krysmanski
- 1913: Der Sommer des Jahrhunderts – Florian Illies
- Der Amok-Komplex oder die Schule des Tötens – Ines Geipel
- Annawadi oder Der Traum von einem anderen Leben – Katherine Boo
- Devil in the Grove: Thurgood Marshall, the Groveland Boys, and the Dawn of a New America – Gilbert King
- Europa im Erdölrausch – Daniele Ganser
- Die falsche Münze unserer Träume – David Graeber
- Feldherren, Krieger und Strategen. Krieg in der Antike von Achill bis Attila – Raimund Schulz
- Gebrauchsanweisung für Potsdam und Brandenburg – Antje Rávic Strubel
- Israel schafft sich ab – Gershom Gorenberg
- Keine Macht den Doofen. Eine Streitschrift. – Michael Schmidt-Salomon
- Der König aller Krankheiten: Krebs – eine Biografie – Siddhartha Mukherjee
- Limonow (Romanbiografie) – Emmanuel Carrère
- Die Mechanismen der Skandalisierung (erweit. NA) – Hans Mathias Kepplinger
- Poor Economics – Abhijit V. Banerjee und Esther Duflo
- Recht und Gerechtigkeit. Ein Märchen aus der Provinz – Miriam und Jörg Kachelmann
- Schnelles Denken, langsames Denken – Daniel Kahneman
- Schulden: Die ersten 5000 Jahre – David Graeber
- Der Zauber der Wirklichkeit – Richard Dawkins

### Weitere Werke
- Alois Nebel – Jaroslav Rudiš (Autor) und Jaromír 99 (Zeichner)
- Der Alte Dessauer – Karl Thiele
- Amundsen – Alice Munro
- Atlas eines ängstlichen Mannes – Christoph Ransmayr (Fiktion und Autobiografie)
- Babylon – Musik: Jörg Widmann; Libretto: Peter Sloterdijk
- Die Bäckereiüberfälle – Haruki Murakami (Erzählungen)
- Chuzpe – nach dem Roman von Lily Brett
- Disgraced – Ayad Akhtar (Drama)
- Eintagsfliegen – Günter Grass
- Der Engel Esmeralda – Don DeLillo (Erzählungen)
- Euer Schweigen schützt euch nicht – Peggy Piesche (Hrsg.) (Anthologie)
- Europas Schande & Was gesagt werden muss – Günter Grass
- Finale – Alice Munro
- Heavy Cross – Beth Ditto mit Michelle Tea (Autobiografie)
- Ich weiß, ich war’s – Christoph Schlingensief (Autobiografie; postum)
- Jackpot – Réjane Desvignes
- Der Knabe Hüssein und andere Erzählungen – Armin T. Wegner (Wiederveröffentlichung)
- Meine Herren Collegen! – Dora Duncker (Wiederveröffentlichung)
- The Rise and Fall of Maximilian Hecker – Maximilian Hecker (Autobiografie)
- Train – Alice Munro (Kurzgeschichte)
- Vater telefoniert mit den Fliegen – Herta Müller (Collagen)
- Vincelot – Ellen Alpsten (Text) und Andrea Hebrock (Illustr.); Kinderbuchreihe
- W oder die Kindheitserinnerung (NA) – Georges Perec (Fiktion und Autobiografie)
- Was ich dir schon immer sagen wollte – Alice Munro (Erzählungen)
- Zeitfrauen – Clemens J. Setz (Essay)

## Gestorben
- 01. Januar: Elizabeth Brumfiel
- 02. Januar: Ilse Kleberger
- 03. Januar: Josef Škvorecký
- 04. Januar: Merab Eliosischwili
- 06. Januar: Helmut Friedmann
- 07. Januar: Hedy Salquin
- 09. Januar: Francis Golffing
- 09. Januar: Thomas Höhle
- 12. Januar: Reginald Hill
- 13. Januar: Curt Meyer-Clason
- 15. Januar: Carlo Fruttero
- 17. Januar: Joseph Noiret
- 19. Januar: Michael Marschall von Bieberstein
- 21. Januar: Vincenzo Consolo
- 21. Januar: Kazuo Okamatsu
- 22. Januar: Małgorzata Baranowska
- 24. Januar: Carl Weissner
- 25. Januar: Maciej Niemiec
- 28. Januar: Gerhard Vogel
- 29. Januar: Arlene Kaplan Daniels
- 30. Januar: Doeschka Meijsing
- 30. Januar: Theodor Schübel
- 31. Januar: Federico Hindermann
- 31. Januar: Antonio Segura
- 01. Februar: Ardath Mayhar
- 01. Februar: Renata Schumann
- 01. Februar: Wisława Szymborska
- 02. Februar: Dorothy Gilman
- 03. Februar: John Christopher
- 07. Februar: Diether Schmidt
- 09. Februar: Hans-Joachim Maass
- 10. Februar: Christian Ide Hintze
- 15. Februar: Gottfried Berger
- 15. Februar: Eberhard Horst
- 17. Februar: Ion Nicolescu
- 20. Februar: Sebhat Gebre-Egziabher
- 20. Februar: Reinhart Lempp
- 21. Februar: Gernot de Vries
- 23. Februar: Dmitri Nabokov
- 25. Februar: Maaliaaraq Vebæk
- 26. Februar: Manfred Weinert
- 28. Februar: Peter Adler
- 01. März: Lucio Dalla
- 02. März: Alfred Dogbé
- 03. März: Horst Thomé
- 07. März: Hanns Kneifel
- 07. März: Félicien Marceau
- 08. März: Simin Dāneschwar
- 08. März: Ursula Dronke
- 08. März: Elio Pagliarani
- 10. März: Dorrit Cohn
- 10. März: Günter Harte
- 10. März: Kai J. Sasse
- 10. März: John G. Taylor
- 11. März: Hans G Helms
- 13. März: Ferdinand Maks Scheriau
- 16. März: Yoshimoto Takaaki
- 17. März: Paul Samuel Boyer
- 20. März: Bernard Zadi Zaourou
- 21. März: Christine Brooke-Rose
- 21. März: Tonino Guerra
- 25. März: Antonio Tabucchi
- 27. März: Arwed Bouvier
- 27. März: Adrienne Rich
- 28. März: John Arden
- 28. März: Harry Crews
- 03. April: Raymond Jean
- 03. April: Jaan Kruusvall
- 04. April: Anne Karin Elstad
- 05. April: Attila Hazai
- 06. April: Lia Frank
- 06. April: Heinz Kahlau
- 06. April: Reed Whittemore
- 08. April: Siegfried Heinrichs
- 10. April: Ivan Nagel
- 13. April: Lewis Nordan
- 16. April: Yvette Z’Graggen
- 19. April: Bernd Sülzer
- 20. April: Marianne Hofmann
- 26. April: Ardian Klosi
- 27. April: Stefan Reisner
- 28. April: Matilde Camus
- 30. April: Tomás Borge
- 02. Mai: Wilhelm Deinert
- 02. Mai: Tufan Miñnullin
- 08. Mai: Maurice Sendak
- 09. Mai: Rainer J. Hocher
- 09. Mai: Thomas von Vegesack
- 14. Mai: Ernst Hinterberger
- 15. Mai: Carlos Fuentes
- 15. Mai: Jean Craighead George
- 15. Mai: Dominique Rolin
- 16. Mai: Wolfgang Wiens
- 19. Mai: Muriel Cerf
- 21. Mai: Sigmar Schollak
- 22. Mai: Yoshida Hidekazu
- 23. Mai: Paul Fussell
- 23. Mai: Eva Hassencamp
- 24. Mai: Jacqueline Harpman
- 26. Mai: Jim Unger
- 27. Mai: Dieter Schlenstedt
- 29. Mai: Ernst R. Hauschka
- 31. Mai: Roger Fournier
- 31. Mai: Paul Sussman
- 04. Juni: Georg J. Morava
- 05. Juni: Ray Bradbury
- 05. Juni: Barry Unsworth
- 06. Juni: Klaus Eckhardt
- 09. Juni: Georges Sari
- 11. Juni: Héctor Bianciotti
- 11. Juni: Michael Fellman
- 12. Juni: Jean Vuilleumier
- 14. Juni: Peter H. Amann
- 14. Juni: Gitta Sereny
- 15. Juni: Ruedi Klapproth
- 16. Juni: Alicia Steimberg
- 18. Juni: Donald Ernest Charlwood
- 19. Juni: Emili Teixidor
- 20. Juni: Harald Fricke
- 21. Juni: Henryk Bereza
- 23. Juni: Horst Angermüller
- 24. Juni: Richard Anders
- 24. Juni: Martin Ripkens
- 27. Juni: Jørgen Fleischer
- 28. Juni: Kurt Kahl
- 28. Juni: Robert Sabatier
- 29. Juni: Oskar Barth
- 30. Juni: Lambertus de Rijk
- 01. Juli: Jack Richardson
- 02. Juli: Jürgen Haug
- 02. Juli: Francisco José Pereira
- 05. Juli: Gerrit Komrij
- 08. Juli: Güngör Dilmen
- 09. Juli: Franz Xaver Hofer
- 10. Juli: Peter Fisher
- 10. Juli: Bradley F. Smith
- 11. Juli: Rutger Kopland
- 12. Juli: Else Holmelund Minarik
- 14. Juli: Muhammad al-Bissati
- 17. Juli: Curd Ochwadt
- 18. Juli: Robert Kurz
- 19. Juli: E. V. Thompson
- 21. Juli: Ali Podrimja
- 22. Juli: Pedro Ramos de Almeida
- 22. Juli: Miguel Arteche
- 23. Juli: Lars Ardelius
- 23. Juli: Margaret Mahy
- 23. Juli: Esther Tusquets
- 24. Juli: Armin Abmeier
- 28. Juli: Carol Kendall
- 29. Juli: Dieter Groh
- 29. Juli: Wolfgang Rasch
- 29. Juli: André Weckmann
- 30. Juli: Maeve Binchy
- 30. Juli: Robert Bréchon (nach anderen Angaben am 3. August)
- 30. Juli: Héctor Tizón
- 31. Juli: Iryna Kalynez
- 31. Juli: Gore Vidal
- 01. August: Hanns Grössel
- 02. August: Gerhard Kaiser
- 02. August: Jean Merrill
- 02. August: Gilbert Prouteau
- 03. August: Aké Loba
- 04. August: Brian Crozier
- 05. August: Erwin Axer
- 05. August: Roland C. Wagner
- 06. August: Mark O’Donnell
- 07. August: Michel Polac
- 09. August: Konrad Hansen
- 09. August: David Rakoff
- 10. August: John Hiden
- 13. August: ’Masechele Caroline Ntšeliseng Khaketla
- 15. August: Harry Harrison
- 20. August: Paolo Chiarini
- 20. August: Henky Hentschel
- 22. August: Nina Bawden
- 23. August: Josepha Sherman
- 25. August: Kurt Küther
- 28. August: Martina Dierks
- 28. August: Alfred Schmidt
- 28. August: William Wingate
- 01. September: Ray Billington
- 02. September: Jürgen Friedenberg
- 04. September: Siân Busby
- 05. September: Reimer Bull
- 06. September: Jerome Kilty
- 07. September: Anna Myrejewa
- 12. September: Horst Wandrey
- 14. September: Roberto Roversi
- 15. September: Fred Bodsworth
- 16. September: Muhammaddschon Schakurij
- 17. September: Ilse Konell
- 20. September: Herbert Rosendorfer
- 20. September: Tereska Torrès
- 21. September: Henry Bauchau
- 25. September: Eric Ives
- 25. September: Jürgen Trimborn
- 26. September: Affonso Ávila
- 27. September: Bernhard von Arx
- 30. September: Karlheinz Barck
- 30. September: Ricarda Terschak
- 07. Oktober: Kenneth Lewan
- 07. Oktober: Ivo Michiels
- 08. Oktober: Erhard Engler
- 09. Oktober: Gaston Cherpillod
- 10. Oktober: Jerzy Jarocki
- 10. Oktober: Roberto Natale
- 14. Oktober: Janusz Krasiński
- 15. Oktober: Askold Baschanow
- 17. Oktober: Henry Friedlander
- 17. Oktober: Wolfgang Menge
- 19. Oktober: Lothar Klünner
- 19. Oktober: Manuel António Pina
- 19. Oktober: Konrad Balder Schäuffelen
- 23. Oktober: Sunil Gangopadhyay
- 23. Oktober: Hildegard Krug
- 24. Oktober: Włodzimierz Bielicki
- 24. Oktober: Tilde Michels
- 25. Oktober: Isidore Haiblum
- 26. Oktober: Richard Nelson Current
- 27. Oktober: Jacques Dupin
- 27. Oktober: Hans Werner Henze
- 29. Oktober: J. Bernlef
- 29. Oktober: Cordelia Edvardson
- 31. Oktober: Maryam Jameelah
- 31. Oktober: Nevzat Yalçın
- 01. November: Agustín García Calvo
- 02. November: Han Suyin
- 02. November: János Rózsás
- 04. November: Anne-Marie Albiach
- 07. November: Ellen Douglas
- 07. November: Andrej Kokot
- 07. November: Kevin O’Donnell
- 10. November: Philip Curtis
- 10. November: Laŭlum
- 16. November: Ulrich Fülleborn
- 19. November: Albrecht Lempp
- 19. November: Boris Strugazki
- 28. November: Knut Ahnlund
- 30. November: Maria Müller-Lussnigg
- 00. November: Michel Goeldlin
- 00. November: Julie Ann Jardine
- 02. Dezember: Décio Pignatari
- 04. Dezember: Wassili Below
- 04. Dezember: Jean Bollack
- 05. Dezember: Bernard Magné
- 06. Dezember: Georg von Baudissin
- 07. Dezember: Gilbert Durand
- 07. Dezember: Otmar Leist
- 07. Dezember: Annette Meyhöfer
- 09. Dezember: Hartmut Köhler
- 09. Dezember: Patrick Moore
- 10. Dezember: Gerhard Schoenberner
- 12. Dezember: Jochen Schulte-Sasse
- 13. Dezember: Olga Tschaikowskaja
- 13. Dezember: Abdessalam Yassine
- 16. Dezember: Laurier LaPierre
- 17. Dezember: Hannes Oja
- 21. Dezember: Peter Wapnewski
- 22. Dezember: Květa Legátová
- 23. Dezember: Lêdo Ivo
- 25. Dezember: Joachim Seyppel
- 26. Dezember: Rita Schober
- 27. Dezember: Jesco von Puttkamer
- 28. Dezember: Jayne Cortez
- 28. Dezember: Rainer Hengsbach-Parcham
- 29. Dezember: Hans Josef Jungheim
- 29. Dezember: William Rees-Mogg
- ungenannt: Christel Süßmann

## Literaturpreise 2012

### Deutsche Literaturpreise
- Adelbert-von-Chamisso-Preis: Michael Stavarič (Hauptpreis); Akos Doma und Ilir Ferra (Förderpreise)
- Alfred-Kerr-Preis für Literaturkritik: Helmut Böttiger
- Alice Salomon Poetik Preis: Emine Sevgi Özdamar
- Annette-von-Droste-Hülshoff-Preis: Judith Kuckart
- aspekte-Literaturpreis: Teresa Präauer für Für den Herrscher aus Übersee
- AutorenPreis des Heidelberger Stückemarkts: Thomas Arzt für Alpenvorland
- Kunstpreis Berlin (Literatur): Monika Rinck
- Berliner Literaturpreis: Rainald Goetz
- Berthold-Auerbach-Literaturpreis: Susann Pásztor für Ein fabelhafter Lügner
- Bodensee-Literaturpreis: Peter Stamm
- Carl-Zuckmayer-Medaille: Uwe Timm
- Christian-Wagner-Preis für Lyrik: Lutz Seiler
- Clemens-Brentano-Preis: Alexander Gumz für Ausrücken mit Modellen
- DELIA-Literaturpreis: Die Sprache der Schatten von Susanne Goga
- Deutscher Buchpreis: Landgericht von Ursula Krechel
- Deutscher Jugendliteraturpreis (Auswahl):
  - Kinderbuch: Frerk, du Zwerg! von Finn-Ole Heinrich (Text) und Rán Flygenring (Illustration)
  - Jugendbuch: Es war einmal Indianerland von Nils Mohl
  - Sachbuch: Was, wenn es nur so aussieht, als wäre ich da? von Oscar Brenifier (Text)
  - Preis der Jugendjury: Sieben Minuten nach Mitternacht von Patrick Ness (Text)
- Deutscher Jugendtheaterpreis: Deportation Cast von Björn Bicker
- Deutscher Krimi Preis:
  - National: Mechtild Borrmann für Wer das Schweigen bricht
  - International: Peter Temple für Wahrheit
- Deutscher Science-Fiction-Preis: Karsten Kruschel für Galdäa. Der ungeschlagene Krieg
- Droste-Preis: Helga M. Novak; Förderpreis: Ulrike Almut Sandig
- Düsseldorfer Literaturpreis: Leif Randt
- Eichendorff-Literaturpreis: Catalin Dorian Florescu
- Elisabeth-Langgässer-Literaturpreis: Barbara Honigmann
- Else-Lasker-Schüler-Dramatikerpreis: René Pollesch
- Ernst-Johann-Literaturpreis: Karl Corino
- Fontane-Literaturpreis der Fontanestadt Neuruppin: Moritz von Uslar für Deutschboden. Eine teilnehmende Beobachtung
- Friedrich-Bödecker-Preis: Georg Bydlinski
- Friedrich-Gerstäcker-Preis: Tristan – Roman um Treue, Liebe und Verrat von Martin Grzimek
- Friedrich-Hölderlin-Preis der Stadt Bad Homburg: Klaus Merz (Hauptpreis), Judith Schalansky (Förderpreis)
- Friedrich-Schiedel-Literaturpreis: Gustav Seibt für Goethe und Napoleon. Eine historische Begegnung
- Fritz-Reuter-Preis: Hannes Demming
- Georg-Büchner-Preis: Felicitas Hoppe
- Georg-K.-Glaser-Preis: Sabine Peters
- George-Konell-Preis: Alissa Walser
- Gerty-Spies-Literaturpreis: Friedrich Christian Delius
- Hannelore-Greve-Literaturpreis: Gerhard Henschel
- Hans-Fallada-Preis: Wolfgang Herrndorf
- Heinrich-Mann-Preis: Uwe Kolbe
- Heinrich Maria Ledig-Rowohlt-Preis für Übersetzer: Frank Heibert
- Helmut-M.-Braem-Übersetzerpreis: Thomas Brovot
- Hermann-Kesten-Preis: Iryna Chalip
- Hölty-Preis für Lyrik: Christian Lehnert für das Gesamtwerk
- Horst-Bienek-Preis für Lyrik: Elisabeth Borchers für ihr Gesamtwerk
- Hotlist: Dunkelheit am Ende des Tunnels von Tor Ulven
- Jakob-Wassermann-Literaturpreis: Gerhard Roth
- Joachim-Ringelnatz-Preis für Lyrik: Nora Gomringer (Hauptpreis); José F. A. Oliver (Nachwuchspreis)
- Johann-Heinrich-Merck-Preis für literarische Kritik und Essay: Heinz Schlaffer
- Johann-Heinrich-Voß-Preis für Übersetzung: Gabriele Leupold
- Johann-Peter-Hebel-Preis: Karl-Heinz Ott
- Joseph-Breitbach-Preis: Kurt Flasch
- Klaus-Michael Kühne-Preis: Der Russe ist einer, der Birken liebt von Olga Grjasnowa
- Kleist-Preis: Navid Kermani für das Gesamtwerk
- Kleist-Förderpreis: Sasha Marianna Salzmann für Muttermale Fenster blau
- Koblenzer Literaturpreis: Die Lichter des George Psalmanazar von Daniela Dröscher
- Kranichsteiner Literaturpreis: Frank Schulz für Onno Viets und der Irre vom Kiez
- Kurd-Laßwitz-Preis: 
  - Bester Roman: Herr aller Dinge von Andreas Eschbach
  - Beste Erzählung: Der Durst der Stadt von Norbert Stöbe
  - Bester ausländischer Roman: Biokrieg von Paolo Bacigalupi
- Literaturpreis der Konrad-Adenauer-Stiftung: Tuvia Rübner
- Literaturpreis der Stadt Bremen: Marlene Streeruwitz für Die Schmerzmacherin; Förderpreis an Joachim Meyerhoff für Alle Toten fliegen hoch. Amerika
- Literaturpreis des Kulturkreises der deutschen Wirtschaft: Wolfgang Herrndorf
- Literaturpreis Ruhr: Harald Hartung
- Luchs des Jahres: Orangentage von Iva Procházková
- Ludwig-Börne-Preis: Götz Aly
- Lyrikpreis Orphil: Ursula Krechel, insbes. für Stimmen aus dem harten Kern und Jäh erhellte Dunkelheit (Hauptpreis); Simone Kornappel für raumanzug (Debütpreis)
- Mainzer Stadtschreiber: Kathrin Röggla
- Mara-Cassens-Preis: Die Glücksparade von Andreas Martin Widmann
- Marie Luise Kaschnitz-Preis: Thomas Lehr
- Märkisches Stipendium für Literatur: Ulrike Almut Sandig
- Mörike-Preis der Stadt Fellbach: Jan Peter Bremer (Hauptpreis), Konstantin Ames (Förderpreis)
- Mülheimer Dramatikerpreis: Peter Handke für Immer noch Sturm
- Mülheimer KinderStückePreis: Jens Raschke für Schlafen Fische?
- NDR Kultur Sachbuchpreis: Kongo: Eine Geschichte von David Van Reybrouck
- Nicolas-Born-Preis: Jan Peter Bremer für Der amerikanische Investor (Hauptpreis); Jan Brandt (Debütpreis)
- Oldenburger Kinder- und Jugendbuchpreis: Pampa Blues von Rolf Lappert
- Peter-Huchel-Preis für Lyrik: Sommer vor den Mauern von Nora Bossong
- Das politische Buch: Colin Crouch für Das befremdliche Überleben des Neoliberalismus. Postdemokratie II
- postpoetry.NRW (Auswahl): Bärbel Klässner, Thorsten Krämer, Hermann-Josef Schüren, Gerrit Wustmann
- Preis der Leipziger Buchmesse:
  - Belletristik: Wolfgang Herrndorf, Sand
  - Sachbuch/Essayistik: Jörg Baberowski, Verbrannte Erde. Stalins Herrschaft der Gewalt
  - Übersetzung: Christina Viragh, Übersetzung aus dem Ungarischen von Péter Nádas’ Parallelgeschichten
- Preis der LiteraTour Nord: Gregor Sander
- Preis der SWR-Bestenliste: Péter Nádas mit Parallelgeschichten
- Rainer-Malkowski-Preis: Christoph Meckel und Lutz Seiler
- Rattenfänger-Literaturpreis: Wenn ich groß bin, werde ich Seehund von Nikolaus Heidelbach
- Rheingau Literatur Preis: Sten Nadolny
- Robert-Gernhardt-Preis:
  - Pete Smith für sein Romanprojekt Endspiel
  - Frank Witzel für sein Romanprojekt Die Erfindung der Roten Armee Fraktion durch einen manisch-depressiven Teenager im Sommer 1969
- Roswitha-Preis: Elke Erb
- Sächsischer Literaturpreis: Andreas Altmann
- Siegfried Unseld Preis: Art Spiegelman
- Thomas-Mann-Preis: Thomas Hürlimann
- Übersetzerpreis der Landeshauptstadt München: Dagmar Ploetz
- Ulla-Hahn-Autorenpreis: Alle Lichter von Nadja Küchenmeister
- Uwe-Johnson-Preis: Christoph Hein für Weiskerns Nachlass
- Walter-Hasenclever-Literaturpreis: Michael Lentz
- Walter-Serner-Preis: Wiener Geflecht von Almut Tina Schmidt
- Wilhelm-Raabe-Literaturpreis: Christian Kracht für Imperium

### Internationale Literaturpreise
- AKO Literatuurprijs: Post mortem von Peter Terrin
- Alexander-Sacher-Masoch-Preis: Doreen Daume
- Andrew Carnegie Medals for Excellence in Fiction and Nonfiction:
  - Fiction: The Forgotten Waltz von Anne Enright
  - Nonfiction: Catherine the Great: Portrait of a Woman von Robert K. Massie
- Angus Book Award: Kevin Brooks für iBoy
- Anisfield-Wolf Book Award (Auswahl):
  - Fiction: Half-Blood Blues von Esi Edugyan
  - Lebenswerk: Wole Soyinka
- Anna Seghers-Preis: Olga Grjasnowa und Wilmer Urrelo Zaráte
- Anton-Wachter-Preis: Bonita Avenue von Peter Buwalda
- Anton-Wildgans-Preis: Olga Flor
- Arthur-Schnitzler-Preis: Kathrin Röggla
- Aschehoug-Literaturpreis: Ragnar Hovland
- Astrid-Lindgren-Gedächtnis-Preis: Guus Kuijer
- August-Preis (Belletristik): Göran Rosenberg für Ett kort uppehåll på vägen från Auschwitz
- Basler Lyrikpreis: Klaus Merz
- Bellman-Preis: Lars Norén
- BNG Nieuwe Literatuurprijs: Euforie von Christiaan Weijts
- Bokhandlerprisen: Jeg nekter von Per Petterson
- Bollinger Everyman Wodehouse Prize: Terry Pratchett für Steife Prise
- Branford Boase Award: Annabel Pitcher mit My Sister Lives on the Mantelpiece
- Bread and Roses Award: Debt: The First 5,000 Years von David Graeber
- Breslauer Lyrikpreis Silesius:
  - Gesamtwerk: Marcin Świetlicki
  - Buch des Jahres: Imię i znamię von Eugeniusz Tkaczyszyn-Dycki
  - Debüt des Jahres: Kanada von Tomasz Bąk
- Brücke Berlin: Péter Nádas (Autor) und Christina Viragh (Übersetzerin) für Parallelgeschichten
- Bunkamura Prix des Deux Magots: Hitomi Kanehara für Mothers
- Caldecott Medal: Chris Raschka für A Ball for Daisy
- Carnegie Medal: A Monster Calls von Patrick Ness
- Cervantespreis: José Manuel Caballero
- Cholmondeley Award (Auswahl): Christine Evans, Don Paterson, Robin Robertson
- Compton Crook Award: Germline von T. C. McCarthy
- Constantijn Huygensprijs: Joke van Leeuwen
- Cordwainer Smith Rediscovery Award: Fredric Brown
- Costa Book Award (Roman): Hilary Mantel für Bring up the Bodies (dt.: Falken)
- Danuta Gleed Literary Award: Ian Williams, Not Anyone’s Anything
- De Inktaap: De maagd Marino von Yves Petry
- Duff Cooper Prize: Strindberg: A Life von Sue Prideaux
- Dylan Thomas Prize: Maggie Shipstead mit Seating Arrangements
- Else-Otten-Übersetzerpreis: Christiane Kuby für Götterschlaf von Erwin Mortier
- Encore Award: The Teleportation Accident von Ned Beauman
- Erdal-Öz-Literaturpreis: Murathan Mungan
- Erich-Fried-Preis: Nico Bleutge
- Euregio-Schüler-Literaturpreis: Das war ich nicht von Kristof Magnusson
- Europäischer Märchenpreis: Wolfgang Mieder
- Europäischer Preis für Literatur: Wladimir Makanin
- FIL-Preis: Alfredo Bryce Echenique
- Finlandia-Preis: Is (dt.: Eis) von Ulla-Lena Lundberg
- Franz-Hessel-Preis: Andreas Maier und Éric Vuillard
- Franz-Kafka-Preis: Daniela Hodrová
- Georg-Trakl-Preis für Lyrik: Elke Erb
- Geschwister-Scholl-Preis: Andreas Huckele (unter dem Pseudonym Jürgen Dehmers) für Wie laut soll ich denn noch schreien? Die Odenwaldschule und der sexuelle Missbrauch
- Governor General’s Award for Fiction (französ.): Pour sûr von France Daigle
- Gran Premio de Honor de la Sociedad Argentina de Escritores: Ricardo Piglia
- Grand prix catholique de littérature: Eugène Green für La Communauté universelle
- Grand prix de littérature policière:
  - National: Arab jazz von Karim Miské
  - International: Le diable, tout le temps von Donald Ray Pollock
- Grand Prix du Roman: Die Wahrheit über den Fall Harry Quebert von Joël Dicker
- Grand Prix du Théâtre: Marie NDiaye
- Großer Österreichischer Staatspreis: Peter Waterhouse
- Grosser Schillerpreis: Peter Bichsel und Giovanni Orelli
- Guardian Children’s Fiction Prize: The Unforgotten Coat von Frank Cottrell Boyce
- De Gyldne Laurbær: Kim Leine für Profeterne i Evighedsfjorden
- H. C. Artmann-Preis: Franz Josef Czernin
- H. C. Artmann-Stipendium: Lidija Dimkovska
- Hans Christian Andersen Preis: María Teresa Andruetto (Autorin), Peter Sís (Illustrator)
- Hawthornden Prize: There but for the von Ali Smith
- Helen-und-Kurt-Wolff-Übersetzerpreis: Burton Pike für die Übersetzung von Gerhard Meiers Roman Toteninsel
- Helsingin-Sanomat-Literaturpreis: Nälkävuosi (dt.: Das Hungerjahr) von Aki Ollikainen
- Hemingway Foundation PEN Award: Open City von Teju Cole
- Hertzogprys für Drama: Adam Small
- Hoffmann-von-Fallersleben-Preis: Karl Schlögel
- Hubert Evans Non-Fiction Prize: Charlotte Gill, Eating Dirt
- Independent Foreign Fiction Prize: Blooms of Darkness von Aharon Appelfeld, übersetzt von Jeffrey Green
- Ingeborg-Bachmann-Preis: Olga Martynowa: Ich werde sagen: ‚Hi!‘
- Internationaler Literaturpreis – Haus der Kulturen der Welt: Mircea Cărtărescu (Autor); Gerhardt Csejka und Ferdinand Leopold (Übersetzer) für Der Körper
- International IMPAC Dublin Literary Award: Jon McGregor für Als Letztes die Hunde
- Irish Book Awards (Auswahl):
  - Roman: John Banville, Ancient Light
  - Newcomer: Donal Ryan, The Spinning Heart
  - Sachbuch: Edna O’Brien, Country Girl
  - Jugendbuch: Eoin Colfer, Artemis Fowl: The Last Guardian
  - Unterhaltungsliteratur: Maeve Binchy, A Week in Winter
  - Krimi: Tana French, Broken Harbour
  - Sportbuch: Katie Taylor, My Olympic Dream
  - RTÉ Radio 1-Hörerpreis: Mary O’Rourke, Just Mary
  - Lebenswerk: Jennifer Johnston
- James Tiptree, Jr. Award (Auswahl): The Drowning Girl von Caitlín R. Kiernan
- Jean Améry-Preis für Essayistik: Dubravka Ugrešić
- Josef-Škvorecký-Preis: Kateřina Tučková für Žítkovské bohyně
- Kellgren-Preis: Agneta Pleijel
- Kerry Group Irish Fiction Award: Christine Dwyer Hickey für The Cold Eye of Heaven
- KrimiZEIT-Bestenliste: Die Nacht des Zorns von Fred Vargas
- Kritikerprisen (Dänemark): Pia Juul für Af sted, til stede
- Lambda Literary Awards (Auswahl):
  - Gay Fiction: The Empty Family von Colm Tóibín
  - Lesbian Fiction: Six Metres of Pavement von Farzana Doctor
  - LGBT Nonfiction: A Queer History of the United States von Michael Bronski
  - Transgender Fiction: Take Me There: Trans and Genderqueer Erotica von Tristan Taormino (Hrsg.)
- LiBeraturpreis: Sabina Berman für Die Frau, die ins Innerste der Welt tauchte
- Libris-Literaturpreis: Tonio von A.F.Th. van der Heijden
- Lieutenant Governor’s Award for Literary Excellence: Brian Brett
- Literaturpreis Alpha: Milena Michiko Flašar für Ich nannte ihn Krawatte
- Literaturpreis der Europäischen Union (Auswahl):
  - Irland: City of Bohane von Kevin Barry
  - Österreich: Die gefrorene Zeit von Anna Kim
  - Polen: Pensjonat von Piotr Paziński
  - Portugal: A Boneca de Kokoschka von Afonso Cruz
  - Slowakei: Plán odprevádzania. Café Hyena von Jana Beňová
- Literaturpreis des Nordischen Rates: Merethe Lindstrøm für Dager i stillhetens historie
- Literaturpreis der Stadt Wien: Anselm Glück
- Magnesia Litera (Auswahl):
  - Buch des Jahres: Lucemburská zahrada von Michal Ajvaz
  - Prosa: Zůstaňte s námi von Marek Šindelka
- Man Booker Prize for Fiction: Bring Up the Bodies (dt.: Falken) von Hilary Mantel
- Matt-Cohen-Preis: Jean Little
- Miles Franklin Award: All That I Am von Anna Funder
- Murasaki-Shikibu-Literaturpreis: Kunie Iwahashi für Hyōden meiro Nogami Yaeko o nukete mori e
- Nadal-Literaturpreis: Álvaro Pombo für El temblor del héroe
- Naoki-Preis: Träume ohne Schlüssel von Mizuki Tsujimura
- National Book Awards: 
  - Prosa: Louise Erdrich, The Round House
  - Sachbuch: Katherine Boo, Behind the Beautiful Forevers: Life, Death, and Hope in a Mumbai Undercity
    - dt.: Annawadi oder Der Traum von einem anderen Leben

  - Lyrik: David Ferry, Bewilderment: New Poems and Translations
  - Jugendbuch: William Alexander, Goblin Secrets
  - Literarisches Lebenswerk: Elmore Leonard
- Neustadt International Prize for Literature: Rohinton Mistry
- Nobelpreis für Literatur: Mo Yan
- Nordischer Preis der Schwedischen Akademie: Einar Már Guðmundsson
- O.-Henry-Preis: Kindness von Yiyun Li und Corrie von Alice Munro
- open mike: Sandra Gugić, Juan S. Guse, Martin Piekar
- Orange Prize for Fiction: Madeline Miller für The Song of Achilles
- Orwell Award: Amanda Padoan und Peter Zuckerman für Buried in the Sky
- Orwell Prize (Auswahl):
  - Kategorie „Buch“: Dead Men Risen von Toby Harnden
  - Sonderpreis: Christopher Hitchens (postum)
- Osaragi-Jirō-Preis: Haha no isan shimbun shōsetsu von Minae Mizumura
- Österreichischer Kinder- und Jugendbuchpreis: Michael Stavarič für Hier gibt es Löwen
- Österreichischer Staatspreis für Europäische Literatur: Patrick Modiano
- Österreichischer Staatspreis für Kulturpublizistik: Hazel Rosenstrauch
- Park-Kyung-ni-Literaturpreis: Ljudmila Ulizkaja
- P.C.-Hooft-Preis: Tonnus Oosterhoff
- PEN/Faulkner Award: Julie Otsuka für The Buddha in the Attic
- Peter-Rosegger-Literaturpreis: Max Höfler
- Premi Sant Jordi de novel·la: Plans de futur von Màrius Serra i Roig
- Premio Alfaguara de Novela: Leopoldo Brizuela für Una misma noche
- Prémio Camões: Dalton Trevisan
- Premio Campiello: La collina del vento von Carmine Abate
  - Erstlingswerk: Il trono vuoto von Roberto Andò
- Premio Carlos Fuentes: Mario Vargas Llosa
- Premio Casa de las Américas (Auswahl): Le sang et la mer von Gary Victor
- Premio Gregor von Rezzori (Bestes ausländisches Werk): Esploratori dell’abisso von Enrique Vila-Matas
- Premio Iberoamericano de Narrativa Manuel Rojas: Rubem Fonseca
- Premio Malaparte: Emmanuel Carrère
- Premio Mondello (Auswahl):
  - Premio Autore italiano (Narrativa) und Premio Mondello Giovani: Edoardo Albinati mit Vita e morte di un ingegnere
  - Premio Autore straniero: Elizabeth Strout
- Premio Nacional de Literatura de Chile: Óscar Hahn
- Premio Nacional de Literatura de Cuba: Leonardo Padura
- Premio Planeta: La marca del meridiano von Lorenzo Silva
- Premio Sor Juana Inés de la Cruz: Sangre en el ojo von Lina Meruane
- Premio Strega: Alessandro Piperno für Inseparabili
- Premio Stresa: Più alto del mare von Francesca Melandri
- Premio Vittorini (Auswahl):
  - Premio per l’opera prima: Roberto Andò für Il trono vuoto
- Prijs der Nederlandse Letteren: Leonard Nolens
- Prinz-von-Asturien-Preis für Literatur: Philip Roth
- Prix Claude-Farrère: L’Été 76 von Benoît Duteurtre
- Prix Femina: Peste et Choléra von Patrick Deville
- Prix Femina Étranger: Certaines n'avaient jamais vu la mer von Julie Otsuka
- Prix de Flore: Zénith-Hôtel von Oscar Coop-Phane
- Prix Goncourt (Roman): Le Sermon sur la chute de Rome von Jérôme Ferrari
- Prix Goncourt (Kurzgeschichte): L’Espoir en contrebande von Didier Daeninckx
- Prix Goncourt des lycéens: La Vérité sur l’affaire Harry Quebert von Joël Dicker
- Prix Interallié: Oh... von Philippe Djian
- Prix littéraire de la Vocation: La Vérité sur l'affaire Harry Quebert von Joël Dicker
- Prix du Livre Inter: Supplément à la vie de Barbara Loden von Nathalie Léger
- Prix Mallarmé: Yves Namur, La Tristesse du Figuier
- Prix Max Cukierman: Jean-Claude Grumberg
- Prix Médicis: Féerie générale von Emmanuelle Pireyre
- Prix Médicis étranger: Rétrospective von Abraham B. Jehoshua
- Prix Médicis essai: Congo. Une histoire von David Van Reybrouck
- Prix mondial Cino Del Duca: Trịnh Xuân Thuận
- Prix Renaudot: Notre-Dame du Nil von Scholastique Mukasonga
- Prix Rosny aîné:
  - Bester Roman: Rêves de gloire von Roland C. Wagner
  - Beste Novelle: Journal d’un poliorcète repenti von Ugo Bellagamba
  - „Prix Cyrano“ für das Lebenswerk: Philippe Curval
- Prix Saint-Simon: Anne Wiazemsky für Une année studieuse
- Pulitzer-Preis (Auswahl):
  - Belletristik: nicht vergeben
  - Biografie: George F. Kennan: An American Life von John Lewis Gaddis
  - Geschichte: Malcolm X: A Life of Reinvention von Manning Marable (postum)
  - Sachbuch: The Swerve: How the World Became Modern von Stephen Greenblatt
- Riksmålsforbundets barne- og ungdomsbokpris: Tor Fretheim für Kjære Miss Nina Simone
- Ripper Award: Fred Vargas
- Riverton-Preis:
  - Bestes kriminalliterarisches Werk: Jakthundene von Jørn Lier Horst
  - Ehrenpreis (National): Varg Veum
  - Ehrenpreis (International): Henning Mankell
- Schweizer Buchpreis: Das Kalb vor der Gotthardpost (Essays) von Peter von Matt
- Schweizerische Schillerstiftung (Auswahl):
  - Alias oder Das wahre Leben von Felix Philipp Ingold (Einzelwerkpreis)
  - Hasenleben von Jens Steiner (Förderpreis)
  - Le Patient du docteur Hirschfeld von Nicolas Verdan (Einzelwerkpreis)
- Solothurner Literaturpreis: Annette Pehnt
- Søren-Gyldendal-Preis: Carsten Jensen
- Spycher: Literaturpreis Leuk: John Burnside und Judith Schalansky
- Stig-Dagerman-Preis: Nawal El Saadawi
- Sultprisen: Ingvild H. Rishøi
- Theo Thijssenprijs: Sjoerd Kuyper
- Theodor-Kramer-Preis: Eva Kollisch
- Tomas Tranströmerpriset für Lyrik: Durs Grünbein
- T. S. Eliot Prize der Poetry Book Society: Stag’s Leap von Sharon Olds
- Tucholsky-Preis (Schweden): Samar Yazbek
- Walter Scott Prize: On Canaan’s Side von Sebastian Barry
- Weekendavisens litteraturpris: Profeterne i Evighedsfjorden von Kim Leine
- Würth-Preis für Europäische Literatur: Hanna Krall
- Yi-Sang-Literaturpreis: Kim Young-ha
- Yomiuri-Literaturpreis (Auswahl): Kumo o tsukamu hanashi von Yōko Tawada

## Verwandte Preise und Ehrungen
- Abt Jerusalem-Preis: Wolfgang König
- Balzan-Preis: Ronald Dworkin u. a.
- Bremer Stadtmusikantenpreis (Sparte Kultur): Wilfried Minks
- Brüder-Grimm-Poetikprofessur: Uwe Timm
- Buchlust-Publikumspreis: avant-verlag
- Companions of Literature: Margaret Atwood; Brian Friel; Alice Munro
- Critics’ Circle Theatre Award/Most Promising Playwright: Lolita Chakrabarti für Red Velvet
- Deutscher Afrika-Preis (Auswahl): Pieter-Dirk Uys
- Deutscher Kinderhörspielpreis: Anton taucht ab von Milena Baisch
- Deutscher Sprachpreis: Rüdiger Görner
- Ekushey Padak: Humayun Azad (postum)
- Elbschwanenorden: Hellmuth Karasek
- Erasmuspreis: Daniel Dennett
- Ernst-Bloch-Preis: Avishai Margalit (Hauptpreis); Lisa Herzog (Förderpreis)
- Europäischer Übersetzerpreis Offenburg: Christina Viragh für ihre Übersetzungen aus dem Ungarischen; Förderpreis: Agnes Relle
- Förderpreis des Landes Nordrhein-Westfalen (Sparte Literatur): Sabrina Janesch und Marcel Maas
- Friedenspreis des Deutschen Buchhandels: Liao Yiwu
- Friedrich-Nietzsche-Preis: Andreas Urs Sommer
- Gellert-Preis: Susan Hastings, insbesond. für Blauer Staub
- Goethe-Medaille: Bolat Atabajew – Dževad Karahasan – Irena Veisaitė
- Goldene Auguste: Almuth Heuner
- Israel-Preis: Nathan Shaham
- Jacob-Grimm-Preis: Peter Härtling
- Kultureller Ehrenpreis der Landeshauptstadt München: Jürgen Habermas
- Kulturpreis der Stadt Winterthur: Casinotheater Winterthur
- Kunstpreis des Saarlandes (Sparte Literatur): Marie-Luise Scherer
- Kunstpreis zur deutsch-tschechischen Verständigung (Auswahl):
  - Deutscher Preisträger: Jürgen Serke
- Kurt-Wolff-Preis: Das Wunderhorn; Förderpreis: Bella triste
- Kyoto-Preis, Kategorie Literaturkritik: Gayatri Chakravorty Spivak
- Lauener Preis: Hilary Putnam
- Leibniz-Preis (Auswahl): Rainer Forst; Friederike Pannewick
- Leipziger Buchpreis zur Europäischen Verständigung: Ian Kershaw und Timothy Snyder
- MacArthur Fellowship (Auswahl): Dinaw Mengestu
- Mainichi-Kulturpreis: Mari Akasaka für Tōkyō Prison
- Meister-Eckhart-Preis: Michel Serres
- Michael-Althen-Preis für Kritik: Sarah Khan
- Opus Primum Förderpreis: Der deutsche Goldrausch. Die wahre Geschichte der Treuhand von Dirk Laabs
- Paszport Polityki für Literatur: Szczepan Twardoch
- Philosophischer Buchpreis: Über Kompromisse und faule Kompromisse von Avishai Margalit
- Preis der Literaturhäuser: Feridun Zaimoglu
- Prinz-Claus-Preis: Eloísa Cartonera (argentin. Verlag)
- Prix de l’Académie de Berlin: Eva Moldenhauer und Bernard Lortholary
- Reumert (Theaterpreis)/Bester Dramatiker: Thomas Levin für Peter og elgen
- Schillerpreis der Stadt Mannheim: Silvia Bovenschen
- Das schönste deutsche Buch 2012: Der Hals der Giraffe von Judith Schalansky
- Sigmund-Freud-Preis für wissenschaftliche Prosa: Ernst-Wolfgang Böckenförde
- Sonning-Preis: Orhan Pamuk
- Theodor-Körner-Preis (Auswahl):
  - Geistes- und Kulturwissenschaften: Judith Goetz
  - Literatur: Andrea Stift
  - Preise der Stadt Wien: Philipp Blom, Max Höfler, Wolfgang Kos
- Theodor-W.-Adorno-Preis: Judith Butler
- Tony Award (Bestes Theaterstück): Clybourne Park von Bruce Norris
- Übersetzerbarke: Burkhard Müller
- Verlagspreis Literatur des Landes Baden-Württemberg: Persona Verlag
- Virenschleuder-Preis: binooki Verlag (Kategorie Maßnahme); Hanser Verlag (Kategorie Strategie)
- Willy-Brandt-Preis (Auswahl): Ingvar Ambjørnsen